# Chartreuse de Nuremberg

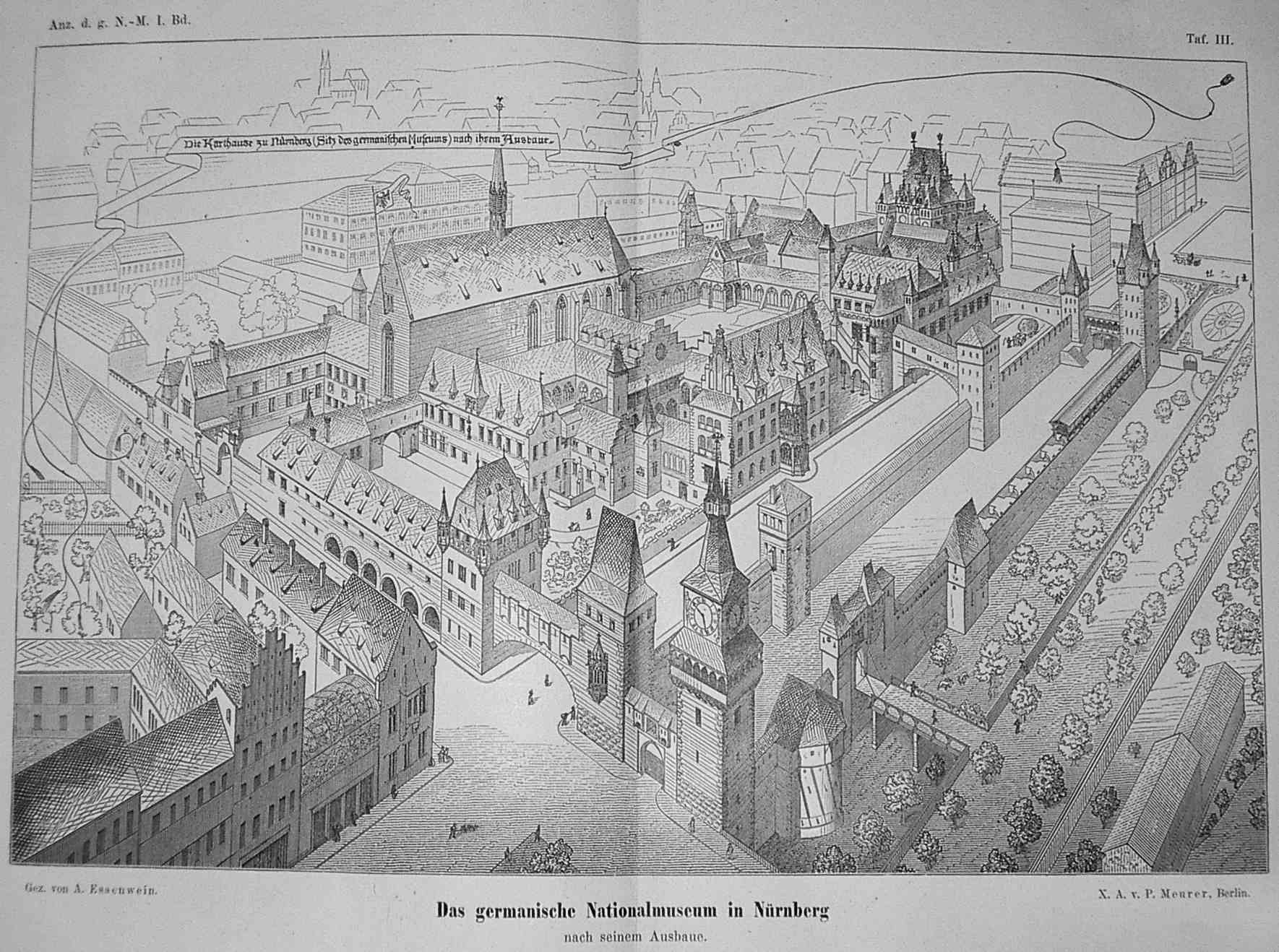
L'ancienne chartreuse abritant le Germanisches Nationalmuseum (dessin de 1884).

La chartreuse de Nuremberg est un monastère de l'ordre des Chartreux fondé en 1380 à Nuremberg, en Allemagne. Ses bâtiments abritent depuis 1857 le Germanisches Nationalmuseum (Musée national germanique). Les bombardements des alliés en 1945 ont détruit la partie sud de l'ancien ensemble architectural.

## Histoire
La chartreuse est fondée en 1380 par un riche marchand de la ville, Marquard Mendel, dans le faubourg du sud de la ville, à l'extérieur des remparts, entre le couvent des Clarisses et l'église Saint-Jacques, fondée par les chevaliers teutoniques. La première pierre est bénite et posée le 16 février 1381 en présence du légat pontifical, le cardinal Pileus. Les premiers moines arrivent en 1382 et l'église est consacrée en 1383 ou 1387. Le fondateur Marquard Mendel est enterré dans le chœur de l'église en 1385.
Au cours du XVe siècle, le reste du monastère est aménagé : sacristie, cloître avec les cellules (maisons individuelles avec jardinet) des moines, réfectoire et salle capitulaire, bâtiments de service, etc. Cette chartreuse florissante envoie des moines fonder la chartreuse d'Ilmbach au milieu du XVe siècle. La chartreuse est supprimée en 1525 au début de la Réforme protestante, les aumônes qui secouraient les pauvres cessent, et les cellules et bâtiments sont vendus comme logements. L'église est transformée en entrepôt de poudre en 1552. Elle est restaurée en 1615 pour servir d'église luthérienne. En 1810, elle est profanée pour servir de magasin militaire. En 1857, l'ancienne chartreuse abrite finalement le musée germanique.
Les bombardements des alliés en 1945 détruisent la partie sud de l'ensemble architectural et la salle capitulaire disparaît. Des fouilles sont effectuées à son emplacement en 1998.

## Architecture
Après la pose de la première pierre, le 16 février 1381, les travaux de construction de l'église s'effectuent en deux phases : la partie orientale jusqu'en 1383-1387 et la partie occidentale jusqu'en 1405. La salle capitulaire (avec un chœur refait en 1459) est construite en même temps que l'église et que la sacristie. Le tout est en style gothique La petite cour est prête en 1405. Après la sécularisation de la chartreuse l'ensemble a été fortement modifié.